# Aborto en Cantabria
El aborto en Cantabria, también conocido como Interrupción voluntaria del embarazo (IVE),es legal. La legislación sobre el aborto se elabora a nivel nacional en España, y el aborto fue despenalizado en 1985, con importantes reformas en 2010.Cada región está a cargo de crear su propio sistema para la implementación de la ley en la sanidad pública, existiendo diferencias de una región a otra.
Históricamente, Cantabria ha tenido pocos centros de salud que brinden procedimientos de IVE desde que se legalizó el aborto. Hasta 2022, las mujeres que solicitaron procesos de IVE a través de la sanidad pública debían pagarlos de su bolsillo.
El aborto fue perseguido esporádicamente en la provincia de Santander durante los últimos cinco años de la dictadura franquista. Las feministas locales participaron en la lucha por la despenalización del aborto durante la Transición democrática.Entre 1981 y 1990, en Cantabria se detuvo, juzgó y condenó a mujeres y personas que practicaban abortos. En 2014 existían dos centros de salud públicos autorizados para realizar abortos y una clínica privada autorizada.

## Contexto nacional
Históricamente, el acceso al aborto en España ha dependido del dominio masculino sobre las mujeres y sus actividades reproductivas. El aborto se ha utilizado como un medio para afirmar el control no sólo sobre los cuerpos y la sexualidad de las mujeres, sino también para hacer cumplir las normas culturales de género y los ideales patriarcales en la sociedad en general. Si bien el aborto se utilizó como forma de control de la natalidad en España en el pasado, demógrafos y sociólogos españoles han dicho que no se utiliza de esa manera en la España contemporánea.
El aborto legal es importante porque reduce las muertes entre mujeres por complicaciones del embarazo y reduce la mortalidad infantil. En España, a mediados de la década de 1970, los abortos ilegales eran una causa importante de muerte entre mujeres de entre quince y cuarenta y nueve años. El control de la natalidad tiene una tasa de mortalidad femenina mucho más baja que los abortos, y es mucho más baja que la mortalidad femenina en España por abortos ilegales.

### Historia nacional
El Liber Iudiciorum fue una recopilación de leyes visigodas del rey Recesvinto que se promulgó en el año 654. Mencionaba el aborto, el infanticidio y el homicidio en el Libro VI. La pena para quienes provocaban abortos era la muerte. En aquella época, los visigodos controlaban casi toda la actual España, Portugal y Ceuta.
La ley en España fue modificada el 24 de enero de 1941 para caracterizar el aborto como un crimen contra el Estado. Esta ley lee en parte: “La política demográfica es una de las preocupaciones fundamentales de nuestro Estado. No se concibe una política demográfica eficaz sin abordar el problema de los miles y miles de vidas que se frustran antes de nacer, por maniobras criminales. Así lo dice la experiencia y el asesoramiento de los técnicos a través de Entidades científicas competentes. El estrago harto acusado en tiempos anteriores como consecuencia de un sentido materialista de la vida, adquirieron caracteres de escándalo durante el régimen republicano, agudizándose aún más escandalosamente en aquellas zonas sometidas a la dominación del Frente Popular. El Gobierno, consciente de su responsabilidad, decide combatir el crimen social que el aborto provocado representa y que impide que nazcan muchos miles de españoles anualmente.”
El control de la natalidad fue ilegal en toda España durante el período franquista. En 1975 en España, la tasa de mortalidad femenina durante el embarazo era de 23 por 100.000 mujeres, una tasa similar a la de otros países occidentales industrializados donde el aborto era ilegal.El aborto fue despenalizado en el Código Penal por primera vez en todo el territorio español en 1985 en tres supuestos: por motivos terapéuticos, por motivos eugenésicos y en caso de violación previa denuncia policial. El aborto sólo era legal en estos casos antes de la semana 22, semana 22 y semana 12 respectivamente. La ley de 1985 exigía que cada vez que un centro de salud realizara un aborto, debía informarse al Ministerio de Sanidad. Los datos que se debían reportar incluían la provincia donde se realizó el aborto y la provincia donde residía la mujer que abortó. Si bien el aborto fue despenalizado en 1985, no se convirtió en un servicio ofrecido por la sanidad pública hasta un cambio en la ley en 2010. Como resultado, durante este período entre 1985 y 2010, casi todos los abortos se realizaron en clínicas privadas y el precio por una interrupción voluntaria del embarazo rondaba las 30.000 pesetas.
La Ley de Salud Sexual y Reproductiva y de Interrupción Voluntaria del Embarazo fue reformada en mayo de 2022 de diferentes maneras. Se abordó específicamente la falta de centros, especialmente públicos, que prestaran servicios para la interrupción voluntaria del embarazo, en provincias que no tenían ninguna y exigían que las mujeres de esas provincias viajaran a otras provincias u otras regiones para poder acceder ese servicio. También se quiso proteger a las mujeres que acudían a centros de salud para someterse a procedimientos de IVE del acoso de activistas antiaborto.
En febrero de 2023, el Tribunal Constitucional confirmó la ley de 2010 que permitía a las mujeres abortar mediante petición gratuita durante las primeras catorce semanas de su embarazo. El caso fue llevado originalmente a los tribunales por el Partido Popular en 2010, después de que el PSOE aclarara y liberalizara las leyes sobre el aborto.

### Situación jurídica
La legislación sobre el aborto se modificó en 2010 para permitir a las mujeres abortar libremente hasta la decimocuarta semana de embarazo sin justificación. Desde la semana catorce a la veintiuna, sólo se podrá practicar un aborto si existe una razón médica para ello, como por ejemplo que la madre esté en riesgo. A partir de la semana veintidós, sólo se podrán realizar abortos si se detectan anomalías fetales que sean incompatibles con la vida fuera del útero. Así lo confirmó el Tribunal Constitucional en febrero de 2023.
En España se apoya que los servicios de interrupción voluntaria del embarazo en la sanidad pública sean gratuitos. Esto incluye los servicios prestados en clínicas privadas tras derivaciones de médicos de la sanidad pública. Esto se debe a que estos costes los cubre la sanidad pública autonómica bajo la dirección del Sistema Nacional de Salud de España. Sin embargo, la implementación de las leyes sobre el aborto se deja en gran medida en manos de las regiones y sus organismos de salud.

## Centros
En 2001 no existían clínicas privadas de IVE en Cantabria.En 2003 había una clínica privada y un centro público. En 2005 la región tenía sólo un centro de salud público acreditado que practicaba abortos. El 9,8% de los abortos en la región ese año se realizaron en centros de salud públicos.  Las mujeres en Cantabria que intentaron acceder a servicios de aborto a través de la salud pública en la década de 2000 a menudo se vieron obligadas a pagar los costos por adelantado, a pesar de que se suponía que el proceso era gratuito, y que los costos deberían haberles sido reembolsados pero que casi siempre nunca lo fueron. Si bien la sanidad pública en la región pudo haber tenido relaciones con las clínicas privadas, a diferencia de otras regiones la sanidad pública cántabra no reembolsó a las clínicas, sino que obligó a las mujeres a pasar por el proceso de reclamar el costo ellas mismas. En 2014 había dos centros de salud públicos autorizados para realizar abortos en la región y una clínica privada autorizada.
En 2021 se realizaron más interrupciones voluntarias de embarazos en clínicas privadas de la región que en públicas. Esto reflejó tendencias nacionales más amplias. En 2021 el 67,3% de los abortos realizados en la región se realizaron en centros de salud u hospitales públicos.En 2022 había una clínica privada y un centro de salud público que realizaban IVE. Entre las clínicas privadas que realizan IVE en Cantabria y que han sido acreditadas por la Consejería de Salud se encuentran la Clínica Los Lagos y la Clínica MIES: en 2022 si la sanidad pública no cubría el coste de los servicios relacionados con la IVE, el precio de la pastilla para un aborto farmacológico en la clínica rondaba los 350 €, mientras que el coste de una intervención quirúrgica antes de la semana trece costaba alrededor de 350 €, más 100 € adicionales si se realizaba con anestesia general o sedación. El precio a partir de la semana catorce con anestesia general o sedación rondaba los 500€. La sanidad pública financiaba la IVE en la región si se solicitaba, si el aborto ea legal y si la mujer tenía tarjeta sanitaria regional vigente. Las mujeres podían solicitar financiamiento a través de la Seguridad Social.

## Evolución en Cantabria

### España franquista (1939 – 1975)
En 1953 las enfermeras y parteras que participaron en el parto tenían un plan de estudios nacional compartido titulado "Ayudante Técnico Sanitario". Los centros educativos que ofrecían este título eran casi siempre instituciones privadas, de carácter religioso, adscritas a hospitales de prestigio como el Hospital Valdecilla de Santander o el Hospital La Concha, luego llamado Hospital Fundación Jiménez Díaz, de Madrid. Eran internados privados de pago que utilizaban un método de enseñanza victoriano. El Estado ahorró mucho dinero trasladando la formación de parteras y enfermería al sector privado. Por el contrario, los médicos varones de la época recibían formación gratuita en instalaciones públicas, en escuelas profesionales donde no se requería internado.

#### Enjuiciamiento del aborto
El aborto fue perseguido esporádicamente en la provincia de Santander durante los últimos cinco años de la dictadura franquista. De 1971 a 1975 se incoaron siete diligencias previas por el delito de aborto, siendo el año pico 1972, cuando se incoaron cuatro diligencias de este tipo. También se produjeron sumarios de Emergencia, Ordinarios y otros del Título IV de la Ley de Procedimiento Penal por el delito de aborto, pero con menor frecuencia, con sólo cinco casos en el mismo período, ocurriendo dos en 1971, uno en 1974 y dos en 1975.
| Lugar          | Lugar          | Año  | Año  | Año  | Año  | Año  | Año   |
| Provincia      | Región         | 1971 | 1972 | 1973 | 1974 | 1975 | Total |
| -------------- | -------------- | ---- | ---- | ---- | ---- | ---- | ----- |
| Asturias       | Asturias       | 8    | 4    | 54   | 1    | 92   | 159   |
| Islas Baleares | Islas Baleares | 0    | 1    | 0    | 0    | 0    | 1     |
| Santander      | Cantabria      | 1    | 4    | 2    | 0    | 0    | 7     |
| Logroño        | La Rioja       | 0    | 0    | 0    | 3    | 0    | 3     |
| Madrid         | Madrid         | 13   | 18   | 15   | 16   | 13   | 75    |
| Murcia         | Murcia         | 2    | 4    | 2    | 0    | 0    | 8     |
| España         | España         | 90   | 110  | 147  | 82   | 173  | 605   |

| Lugar          | Lugar          | Año  | Año  | Año  | Año  | Año  | Año   |
| Provincia      | Región         | 1971 | 1972 | 1973 | 1974 | 1975 | Total |
| -------------- | -------------- | ---- | ---- | ---- | ---- | ---- | ----- |
| Asturias       | Asturias       | 13   | 13   | 11   | 7    | 6    | 50    |
| Islas Baleares | Islas Baleares | 1    | 4    | 4    | 10   | 1    | 20    |
| Santander      | Cantabria      | 2    | 0    | 0    | 1    | 2    | 5     |
| Logroño        | La Rioja       | 1    | 0    | 0    | 0    | 1    | 2     |
| Madrid         | Madrid         | 18   | 22   | 14   | 16   | 14   | 84    |
| Murcia         | Murcia         | 3    | 25   | 6    | 4    | 0    | 38    |
| Navarra        | Navarra        | 0    | 1    | 1    | 1    | 0    | 3     |
| España         | España         | 122  | 157  | 145  | 112  | 66   | 602   |

### Transición democrática (1975 – 1982)

#### Activismo feminista
La Asociación Democrática de la Mujer estuvo involucrada en la lucha por el derecho al aborto, el derecho al divorcio y en la exigencia de reformas al artículo 416 del Código Penal en Madrid, Móstoles y Santander en el período comprendido entre marzo de 1976 y junio de 1978.

### Felipe González (1982 – 1996)
Entre 1981 y 1990, las mujeres y personas que practicaban abortos fueron detenidas, juzgadas y condenadas en Barcelona, Asturias, Cantabria, Ourense, Islas Canarias, Valladolid, Salamanca, Madrid, Valencia, Alicante, Elche, Albacete, Málaga, Granada, Sevilla, Murcia, Cáceres y Zaragoza.

#### Activismo feminista
En 1986, la Coordinadora Estatal de Organizaciones Feministas organizó una campaña denominada "Estamos haciendo abortos", durante la cual se practicaron abortos públicamente en Barcelona, Oviedo, La Coruña, Bilbao, Pamplona, Madrid, Tarragona y Cantabria para denunciar los límites dela ley de 1985.

#### Estadísticas
En Cantabria se realizó al menos un aborto cada año entre 1988 y 2018. De 1990 a 1995, la fertilidad entre las mujeres de 25 a 29 años en España disminuyó una media del veintiuno por ciento. En Cantabria y País Vasco descendió algo más del treinta por ciento. Entre 1990 y 1995, hubo una disminución en la tasa de abortos entre mujeres entre treinta y cinco y treinta y nueve años. Asturias y Cantabria tuvieron el mayor descenso entre 1990 y 1995 en este grupo de edad en toda España.
| Año  | 1.º | 2.º | 3.º | 4.º | Total | Ref    |
| ---- | --- | --- | --- | --- | ----- | ------ |
| 1987 | 32  | 79  | 131 | 112 | 354   | [ 52 ] |
| 1988 | 179 | 182 | 187 | 192 | 740   | [ 52 ] |

| Región         | Total | Sólo un motivo | Sólo un motivo | Sólo un motivo | Varios motivos asociados   | Varios motivos asociados      | Varios motivos asociados | Varios motivos asociados                 | Desconocido | Ref    |
| Región         | Total | Salud maternal | Violación      | Riesgo fetal   | Riesgo materno y violación | Riesgo materno y riesgo fetal | Violación y riesgo fetal | Riesgo materno, violación y riesgo fetal | Desconocido | Ref    |
| -------------- | ----- | -------------- | -------------- | -------------- | -------------------------- | ----------------------------- | ------------------------ | ---------------------------------------- | ----------- | ------ |
| España         | 26069 | 25550          | 12             | 282            | 3                          | 145                           | 1                        | 0                                        | 76          | [ 53 ] |
| Aragón         | 470   | 461            | 1              | 7              | 0                          | 1                             | 0                        | 0                                        | 0           | [ 53 ] |
| Asturias       | 2525  | 2510           | 0              | 9              | 0                          | 1                             | 0                        | 0                                        | 5           | [ 53 ] |
| Islas Baleares | 414   | 388            | 0              | 25             | 0                          | 1                             | 0                        | 0                                        | 0           | [ 53 ] |
| Islas Canarias | 265   | 263            | 0              | 0              | 0                          | 2                             | 0                        | 0                                        | 0           | [ 53 ] |
| Cantabria      | 740   | 714            | 0              | 21             | 0                          | 4                             | 0                        | 0                                        | 1           | [ 53 ] |
| Cataluña       | 444   | 442            | 0              | 0              | 0                          | 1                             | 0                        | 0                                        | 1           | [ 53 ] |
| Extremadura    | 375   | 363            | 0              | 0              | 0                          | 4                             | 0                        | 0                                        | 0           | [ 53 ] |
| Madrid         | 7063  | 6927           | 0              | 85             | 0                          | 43                            | 0                        | 0                                        | 8           | [ 53 ] |
| Murcia         | 476   | 468            | 1              | 5              | 0                          | 2                             | 0                        | 0                                        | 0           | [ 53 ] |
| Navarra        | 312   | 308            | 0              | 1              | 0                          | 3                             | 0                        | 0                                        | 0           | [ 53 ] |
| La Rioja       | 133   | 132            | 1              | 0              | 0                          | 0                             | 0                        | 0                                        | 0           | [ 53 ] |
| Ceuta          | 12    | 12             | 0              | 0              | 0                          | 0                             | 0                        | 0                                        | 0           | [ 53 ] |
| Melilla        | 28    | 28             | 0              | 0              | 0                          | 0                             | 0                        | 0                                        | 0           | [ 53 ] |

### José María Aznar (1996 – 2004)
La Ley 7/2001, de 19 de diciembre, de Ordenación Farmacéutica de Cantabria, artículo 3.2 fue una ley autonómica que garantizaba el derecho de los profesionales farmacéuticos a ser objetores de conciencia con la condición de que no limitara los derechos de los ciudadanos mencionados en el apartado anterior de la Ley.Cantabria creó un registro de objetores de conciencia mediante el Decreto 139/2004, de 15 de diciembre.

### José Luis Rodríguez Zapatero (2004 - 2011)
Cantabria tenía un plan de gobernanza sanitaria a mediados de los años 2000 que decía que había derecho a información, asesoramiento y asistencia para conseguir una IVE. Al mismo tiempo, no creó ningún objetivo para alcanzar esta meta. Las mujeres en Cataluña y Cantabria que intentaron acceder a servicios para abortar a través de la sanidad pública a menudo se vieron obligadas a pagar los costos por adelantado, a pesar de que se suponía que el proceso era gratuito, y que los costos que deberían haberles sido reembolsados casi nunca lo fueron. Si bien la sanidad pública en la región pudo haber establecido relaciones con las clínicas privadas, a diferencia de otras regiones la sanidad pública no reembolsó a las clínicas, sino que obligó a las mujeres a pasar por el proceso de reclamar el costo ellas mismas.

#### Viajes
En 2005, la mayoría de las mujeres de la región que buscaban abortar fueron a Asturias o al País Vasco.

#### Reforma de la ley de 2010
La Orden de la Consejería de Sanidad 8/2010, de 5 de julio estableció un comité clínico con sede en el Hospital Universitario Marqués de Valdecilla para consultar sobre solicitudes para abortar en la región e intervenir según fuera necesario para permitir que se realicen procedimientos de IVE en caso de necesidad médica. El objetivo del comité era tramitar las apelaciones presentadas sobre decisiones clínicas anteriores para permitir que una mujer se sometiera a un procedimiento de IVE que había sido rechazado por no cumplir con el artículo 15c de la ley de 2010.

#### Estadísticas
El número de abortos por cada 1.000 mujeres de 15 a 44 años publicado por el Ministerio de Sanidad y Consumo para Ceuta y Melilla en 2005 fue de 3,3, la tasa más baja de toda España, siendo la segunda más baja Cantabria y Galicia con una tasa de 4.4. Ese año, el porcentaje de abortos en la región realizados por anomalías fetales fue de más del cinco por ciento. En 2005, el motivo citado para entre el 90 y el 94% de los abortos de la región fue la salud materna.
En 2006, 22 menores de edad residentes en la región abortaron. Esto representó el 3,98% de todos los abortos realizados por mujeres que vivían en la región ese año. Entre 2006 y 2007, las mujeres de Cantabria tuvieron una de las tasas de violencia de pareja más bajas de España, con un 18%. En 2008 la tasa de abortos en Cantabria por 1.000 mujeres de 15 a 44 años fue de 6,09 abortos por 1.000 mujeres, superior a la de 2009 cuando fue de 7,93.En 2009, el 36% de las mujeres de la región fueron informadas sobre sus opciones para abortar en un centro de salud público. Esto en comparación con el promedio nacional del 43%.

### Mariano Rajoy (2011 - 2018)
Durante el gobierno de Mariano Rajoy, casi toda la información sobre anticonceptivos de última generación disponibles en el sistema sanitario público de la región fue retirada de los puntos de información sanitaria de la sanidad pública, y se dejaron de financiar políticas específicamente dirigidas a proteger la libertad y la salud sexual, poniendo en riesgo a grupos vulnerables a problemas de salud sexual y reproductiva como adolescentes y mujeres inmigrantes.
En 2014 había dos centros de salud públicos autorizados para realizar abortos en la región y una clínica privada autorizada para realizar abortos.

#### Las reformas propuestas por Ruiz-Gallardón en 2014 y la respuesta en Cantabria
En diciembre de 2013, el Consejo de Ministros del Partido Popular de España aprobó un proyecto de ley llamado la Ley Orgánica de Protección de los Derechos del Concebido y la Mujer Embarazada. La ley representó un retroceso de los derechos de las mujeres en España en relación con el aborto, con la intención de dar marcha atrás a las reformas de 2010. El esfuerzo por cambiar la ley fue impulsado en gran medida por el ministro de Justicia, Alberto Ruiz-Gallardón. El proyecto de ley permitía el aborto en determinadas circunstancias específicas, como si una mujer hubiera sido violada hasta la semana dieciséis de embarazo o si hubiera habido violación, "menoscabo importante y duradero” para la salud física o mental de la mujer o del feto hasta la semana veintidós del embarazo con al menos tres profesionales médicos aprobando el deterioro de la salud. Incluso entonces, el proyecto de ley decía que si las mujeres recibían ese diagnóstico sobre su salud de su médico original y de otros dos de los centros de salud que tenía que visitar para la evaluación, la mujer tendría que recibir información verbal sobre las alternativas al aborto y esperar siete días antes de que pudiera completarse el procedimiento. En aquel momento, el tiempo de espera para la contemplación era de tres días. El proyecto de ley también estipulaba que los menores debían obtener el consentimiento de sus padres o tutores legales antes de someterse a un aborto. El proyecto de ley permitía el procesamiento penal de mujeres que tuvieran abortos que no cumplieran con estos requisitos, y decía que los médicos que realizaran abortos fuera de los nuevos requisitos legales podrían recibir penas de prisión de uno a ocho años. Además, el proyecto de ley prohibía a cualquier centro médico anunciar que ofrecía procedimientos de IVE.
Las feministas de la región se movilizaron en 2013 y 2014 en respuesta a los cambios propuestos por Alberto Ruiz-Gallardón, siendo en algunos casos las movilizaciones más grandes desde mediados de la década de 1980. El 20 de diciembre de 2013 se llevó a cabo una protesta en apoyo del derecho al aborto en Santander.
Alberto Ruiz-Gallardón finalmente se vio obligado a dimitir de su cargo en septiembre de 2014 tras fracasar en su capacidad para impulsar los controvertidos cambios a la legislación del aborto. El cambio de ley propuesto había empoderado al PSOE y creado divisiones internas dentro de su propio partido.

#### Estadísticas
| Año            | 2022  | 2021  | 2020  | 2019  | 2018  | 2017  | 2016  | 2015  | 2014  | Ref           |
| -------------- | ----- | ----- | ----- | ----- | ----- | ----- | ----- | ----- | ----- | ------------- |
| Cantabria      | 9,20  | 8,68  | 7,89  | 8,45  | 7,75  | 7,55  | 8,01  | 8,80  | 8,60  | [ 47 ] [ 70 ] |
| Total (España) | 11,68 | 10,70 | 10,33 | 11,53 | 11,12 | 10,51 | 10,36 | 10,40 | 10,46 | [ 47 ]        |

| Año  | Cantabria | Ref    |
| ---- | --------- | ------ |
| 2010 | 8.83      | [ 71 ] |
| 2011 | 8.44      | [ 71 ] |
| 2012 | 6.59      | [ 71 ] |
| 2013 | 4.55      | [ 71 ] |
| 2014 | 7.25      | [ 71 ] |
| 2015 | 6.16      | [ 71 ] |
| 2016 | 6.84      | [ 71 ] |
| 2017 | 7.3       | [ 71 ] |
| 2018 | 32.43     | [ 71 ] |

### Pedro Sánchez (2018-presente)
Tras las elecciones de mayo de 2023, el Partido Popular pasó a gobernar Cantabria con mayoría absoluta, sin necesidad de formar una coalición con un partido como Vox para estar en el poder.

#### Estadísticas
En 2019, la tasa de interrupciones voluntarias del embarazo por cada 1.000 mujeres residentes de 15 a 44 años en la región fue de 8,45. El año anterior, en 2018, la tasa fue del 7,75. La media nacional en España en 2019 fue de 11,53 y en 2018 fue de 11,12. En 2021 se realizaron más interrupciones voluntarias de embarazos en clínicas privadas de la región que en públicas. Esto reflejó tendencias nacionales más amplias. El 67,3% de los abortos realizados en la región en 2021 se realizaron en centros de salud u hospitales públicos.
En 2022, hubo 9,2 interrupciones voluntarias del embarazo por cada 1.000 mujeres en la región. Esto se compara con un promedio nacional de 11,68 por cada 1.000 mujeres. En 2022 se produjeron 109 interrupciones voluntarias del embarazo en mujeres menores de 20 años.